# Calibre 105 mm
Le calibre 105 mm est un calibre standard OTAN commun pour les canons d'artillerie et de char,.

## Artillerie
Depuis le début du 21e siècle, la plupart des armées de l'OTAN ont opté pour le calibre 155 mm, offrant un bon compromis entre portée et puissance destructrice tout en ayant un calibre unique, ce qui simplifie la logistique ; cependant, certaines forces militaires ont conservé des obusiers tractés de 105 mm pour leur poids plus léger et leur plus grande portabilité, y compris leurs capacités de transport aérien et de largage rapide. La puissance inférieure et la portée plus courte des munitions de 105 mm ont conduit à leur obsolescence dans les canons automoteurs de taille normale, tels que l'obusier américain M108 et le canon automoteur britannique FV433 Abbot.

### Canons d'artillerie de 105 mm
- FV433 Abbot SPG ( Royaume-Uni)
- G7 howitzer ( Afrique du Sud)
- GIAT LG1 ( France)
- K105A1 105 mm (EVO-105) ( Corée du Sud)
- KH178 105 mm ( Corée du Sud)
- L118 light gun ( Royaume-Uni) / M119 howitzer ( États-Unis)
- M-56 ( Serbie)
- M101 ( États-Unis)
- M102  ( États-Unis)
- M108  ( États-Unis)
- Mk 61 105 mm ( France)
- OTO Melara Modèle 56 ( Italie)
- Type 74 105 mm  ( Japon)

## Canons de chars
Pendant la guerre froide, le concept du char de combat principal a été établi et des canons de 105 mm (OTAN) et 100 mm (Pacte de Varsovie ) étaient la norme jusqu'à l'avènement des canons de 120 mm (OTAN) et 125 mm (Pacte de Varsovie) des années 1960 aux années 1990. Le L7 a été largement utilisé par les pays de l'OTAN, et avec lui a été popularisé le désormais standard 105×617mmR, toujours utilisé à la fois dans des applications plus légères telles que le char léger Stingray et le Stryker Mobile Gun System, ainsi que dans des chars de combat principaux plus anciens tels que le char M60.

### Canons de char de 105 mm
- CN 105 F1 ( France)
- CN 105-57 ( France)
- Canon Cockerill 105 CV ( Belgique)
- Armée royale L7 ( Royaume-Uni)
- M35 ( États-Unis)